# Sara Waisglass
Sara Waisglass (Toronto, 3 juli 1998) is een Canadese actrice.

## Biografie
Waisglass werd geboren in Toronto, Ontario. Ze ging naar de Earl Haig Secondary School en volgde ook vier jaar de York University, waar ze afstudeerde met een graad in scenarioschrijven, waarbij schrijven een pad is dat ze wil ontwikkelen naarmate haar carrière vordert.